# Rollfeld
Rollfeld (engl. manoeuvring area) ist in der Luftfahrt der übergeordnete Begriff für die Start- und Landebahnen und Rollwege eines Flugplatzes. Gemeinsam mit den Vorfeldern bildet die manoeuvring area die movement area (Bewegungsfläche).
Für die Leitung des Verkehrs auf den Rollbahnen ist bei einem kontrollierten Flugplatz die Rollkontrolle (GND) zuständig, für die Lenkung auf den Start-/Landebahnen der Turm (TWR).